# Айтматова, Нагима Хамзиевна
Нагима Хамзиевна Айтматова (тат. Нәгыймә Хәмзә кызы Айтматова; кирг. Нагыйма Хамза кызы Айтматова; 7 декабря, 1904 года, Каракол, Российская империя — 10 августа, 1971 год, Бишкек) — общественная деятельница Киргизии, мать писателя Чингиза Айтматова.

## Биография
Нагима Хамзиевна Айтматова (дев. Абдулвалиева) родилась 7 декабря 1904 года в городе Каракол (Пржевальск) на Иссык-Куле (Киргизия). Её отец Хамза Абдувалиев был уроженцем Татарстана, занимался торговлей. Его родиной была деревня Маскара в Татарстане. Мать Газиза происходила из рода сибирских татар. Хамза Абдувалиев был образованным человеком, дал хорошее образование своим детям. Его старший сын Сабир учился в Швейцарии, вернувшись в Каракол, организовал в городе первый самодеятельный театр, а Нагима играла в этом театре женские роли, что было дерзким вызовом существующим порядкам.
После революции Хамза Абдувалиев лишился всего своего имущества и переехал с супругой в Ташкент, где вскоре они и умерли.
В 1925 году Нагима Абдувалиева окончила школу-гимназию, но из-за социального происхождения двери учебных заведений для неё были закрыты.
Нагима пошла на курсы стенографисток и вступила в комсомол, её назначили заведующей отделом Каракольского комитета комсомола. Она выступала с пламенными речами против униженного положения женщины на Востоке.
В 1926 году Нагиму Абдувалиеву отправили на комсомольские курсы в Пишпек (ныне Бишкек), где она встретила своего будущего мужа Торекула Айтматова, руководителя отдела пропаганды и агитации обкома ВКП(б). 3 сентября 1926 года Нагима и Торекул зарегистрировали свой брак.
В начале 1927 года Торекул был назначен ответственным секретарем обкома ВКП(б), а Нагима — секретарём горкома комсомола Джалал-Абада.
В 1928 году родился их первенец, будущий писатель Чингиз Айтматов. Всего в семье Айтматовых родилось пятеро детей: в 1931 — второй сын Ильгиз, в 1934 — двойня: сын Рева (вскоре умер) и дочь Люция (Революция), в 1937 — дочь Розетта.
В конце 1920-х годов Нагима Айтматова возглавила движение по раскрепощению женщин-мусульманок. Смело выступала против калыма, многожёнства, ранних браков, продажи детей, девушек и женщин, против преследования женщин, снявших паранджу.
С 1935 года семья проживала в Москве, где Торекул учился в Институте красной профессуры. В 1937 году его исключили из партии и ему грозил арест. Торекул и Нагима поняли, что нужно спасать детей. Торекул отправил жену и четверых детей в Киргизию, в село Шекер, к своим родственникам.
Почти все мужчины в семействе Айтматовых в годы репрессий были расстреляны. 34-летняя Нагима оказалась в тяжелейшем положении, так как на её руках осталось четверо детей: старшему сыну Чингизу было девять лет, младшей дочери — пять с половиной месяцев. Как жену «врага народа» её не брали на работу.
Устроиться на работу Нагиме помог Отто Зюдельман. Благодаря ему Нагима Айтматова получила не только работу учётчицы, но и две комнаты в бараке.
Во время Великой Отечественной войны Нагиме было особенно тяжело. На свою мизерную зарплату она могла купить только одну буханку хлеба.
Во время войны юный Чингиз стал работать секретарём сельсовета, ему выделили 30 соток земли. Овощи, выращенные на этой земле, позволили пережить тяжелые годы. Брат Ильгиз, совсем ещё мальчик, работал почтальоном. В любую погоду он разносил односельчанам письма с фронта. В пятнадцать лет он был награждён медалью «За доблестный труд в Великой Отечественной войне 1941—1945 гг.».
Нагима Айтматова мечтала, чтобы у каждого из её детей была интересная профессия и не хотела, чтобы они занимались политикой.
В 1947 году она переехала в село Покровка, где была русская средняя школа.
Все сыновья и дочери Нагимы Хамзиевны получили высшее образование.
Нагима Айтматова до конца своей жизни оставалась примером и нравственным авторитетом для своих детей и внуков.
Глава из книги «Дочери земли кыргызской», посвященной матери писателя, начинается словами: «Нагима Айтматова — Мать, великая женщина Кыргызстана, подарившая миру замечательных детей».
Чингиз  Торекулович Айтматов посвятил ей свою повесть «Материнское поле», в которой он, по его словам «выразил всё, что хотел сказать о своей матери»:
«Поклон Матери нашей! Каким мужеством, мудростью и преданностью своему родительскому долгу обладала она! Все лучшее в нашей жизни и судьбах наших, включая наше образование, было достигнуто благодаря её труду и мужеству»
В статье «Снега на Манас-Ата» он писал: «…будь я скульптором или художником, жизнь посвятил бы тому, чтобы создать образ женщины военных лет, в котором попытался бы выразить в едином порыве все свои чувства благодарности, восхищения, гордости и сострадания к ней, к этой великой фигуре двадцатого века». «Мать — это начало Родины, Мать — это родной язык, Мать — это совесть, вкушенная вместе с материнским молоком» (Ч.Айтматов).
Умерла 10 августа 1971 года, похоронена на Ала-Арчинском кладбище. В последний путь её провожали самые лучшие киргизские акыны, которые пели плач-причитание по усопшей.

## Дети Нагимы и Торекула Айтматовых
- Чингиз Айтматов, писатель.
- Ильгиз Айтматов — ученый, академик. Доктор технических наук. Лауреат Государственной премии СССР и Государственной премии Киргизской ССР.
- Люция Айтматова — инженер-энергетик, общественный деятель.
- Розетта Айтматова — кандидат физико-математических наук, перевела на киргизский язык и издала Конвенцию по ликвидации всех форм дискриминации в отношении женщин. Президент ОО «Центр помощи женщинам».

## Память
- 4 февраля 1992 года решением исполкома городского Совета народных депутатов города Джалал-Абада центральной городской аллее было присвоено имя Нагимы Айтматовой
- В 2004 году в Караколе, в честь 100-летия Нагимы Айтматовой, её именем была названа улица.
- В 2007 году вышла книга «Дочери земли кыргызской» К. А. Бектургановой. Первая глава книги («Дарящая жизнь») начинается с рассказа о Матери — Нагиме Айтматовой[3].
- В январе 2015 года торжественно отмечалась 110-летняя годовщина со дня рождения Нагимы Айтматовой. Торжества, организованные татарско-башкирским культурным центром «Туган тел» и благотворительным фондом «Эне» («Мать»), прошли в столице Киргизии Бишкеке.
- В мае 2015 года в Казани издана документальная книга Ф.Байрамовой, посвящённая Нагиме Айтматовой, «Ана»(«Мать»).
- В марте 2025 года в Кыргызстане в честь 120-летия Нагимы Айтматовой вышла книга «Предсказание Айвазиди», основанная на воспоминаниях её дочери Розы[4].